# 瑪麗·布萊恩
瑪麗·布萊恩（英語：Mary Brian，1906年2月17日—2002年12月30日），美國女演員，是個從無聲電影過渡到了有聲電影時代的女演員。

## 早期生活
布萊恩生於德克薩斯州科西阿納，是Taurrence J. Dantzler (1869年12月－1906年3月18日) 和 Louise B. （1876年8月12日－1973年4月3日）的女兒，哥哥是Taurrence J. Dantzler, Jr. （1903年8月9日－1973年4月6日）。
父親在她一個月大的時候去世了，後來全家搬到了德克薩斯州達拉斯，在20世紀20年代初，他們搬到了加利福尼亞州長灘。
她本打算成為一名插畫家，但在16歲時的當地的一個泳裝選美比賽中被發現時，這一想法就被擱置了。而其中一位评审是著名的電影明星艾絲特·瑞爾絲頓（她將在即將上映的《彼得·潘》中扮演母親）。雖然她沒贏得比賽並獲得25美元的獎金，但瑞爾絲頓說：「你得給那個小女孩一些東西。」
因此，她的獲獎作品是由導演赫赫伯·佈雷農為《彼得潘》中的一個角色接受採訪。影片中布萊恩正從眼科手術中恢復過來，而她在燈光昏暗的房間裡交談。
「他問了我幾個問題，那是妳的頭髮嗎？他突然說，我想做個測試。」布萊恩說。即使到今天，我也永遠不知道我為什麼那麼幸運，他們為了找出飾演溫蒂的演員，對眾多女孩進行了試鏡。而當時布萊恩决定和朋友一起去，這更像是一個童話。如果這些角色是由觀眾認識的人來扮演，這似乎是不對的。我得到那個角色了，他們和我簽了契约。」工作室也將她改名為瑪麗·布萊恩。

## 發掘

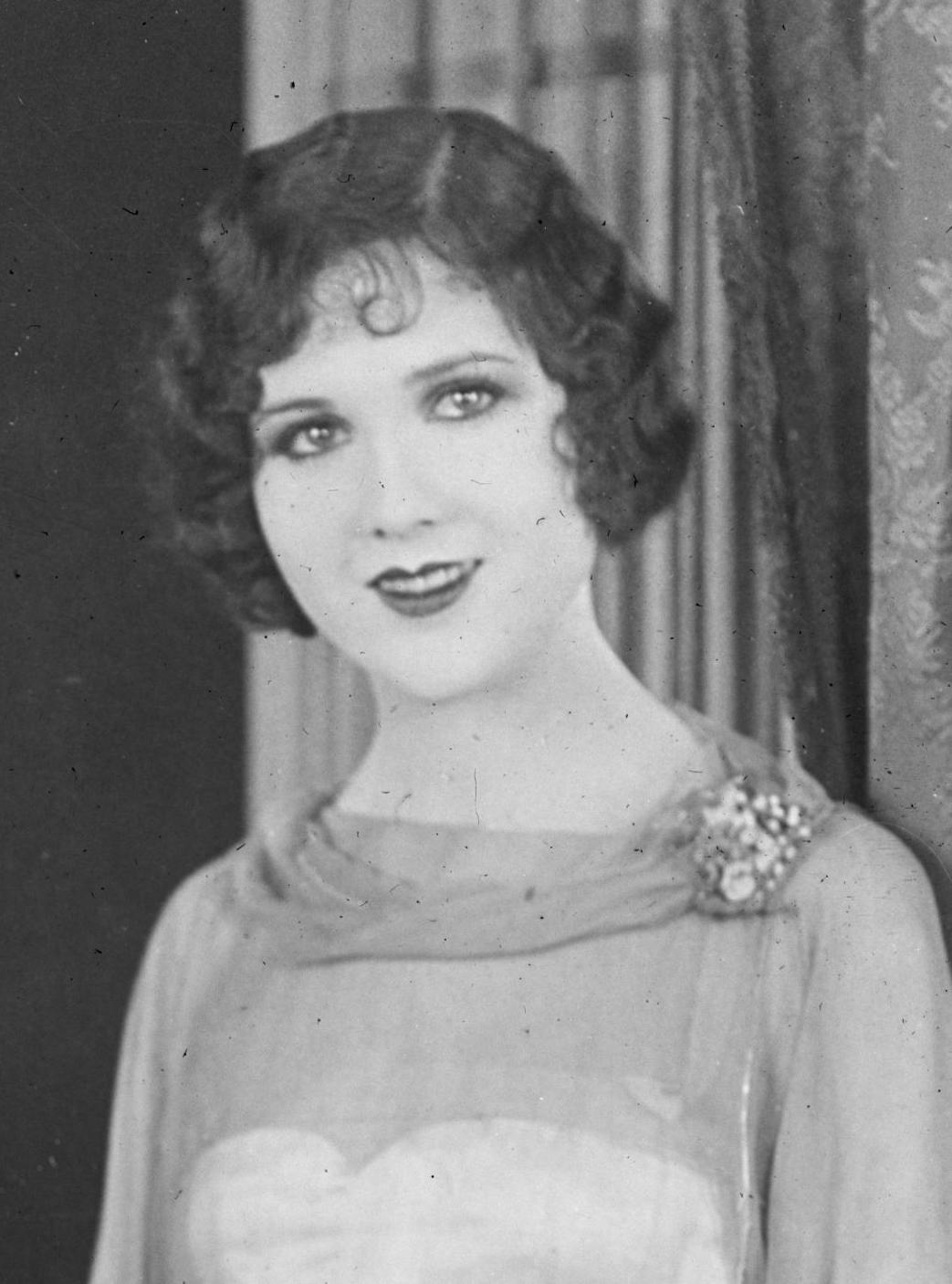
1920年代初的瑪麗·布萊恩

她在選美比賽中亮相後，由派拉蒙影業試鏡，並由電影導演赫伯·佈雷農扮演溫蒂·達林的角色，出演了無聲電影J·M·巴里版的《彼得·潘》（1924年電影）。
在那裡，她與貝蒂·布隆森和艾絲特·瑞爾絲頓 主演，他們三個在一起生活了一輩子，瑞爾絲頓形容布隆森和布萊恩都是“非常迷人的人”。
為了這部電影她說是她16歲而不是18歲，因為後者聽起來對這個角色來說太老了，所以她簽了一個長期的電影製片廠。布萊恩在布倫恩1924年的電影《The Street of Forgotten Men》中扮演了幻想中的Fancy Vanhern，她是珀西·馬爾蒙的女兒，新來的路易斯·布魯克斯在一個未經認可的處女作中扮演了moll。

## 職業發展
布萊恩被稱為“照片中最可愛的女孩”。
在租借給米高梅的時候，她扮演了一個大學美女- Mary Abbott，與威廉·海因斯和傑克·皮克福德在《哈佛的布朗》（1926年電影）的對手戲。1926年，她與瑪麗·阿斯特、多洛雷斯·科斯特洛、瓊·克勞馥、多洛雷丝·德尔里奥、珍妮·蓋諾和費·芮一起被評為「WAMPAS Baby Stars」之一。
在派拉蒙的幾年裡，布萊恩出演了40多部電影，扮演主角、獨創者或合作主演。1926年，當她在P·C·溫倫的羅納·考爾門主演的《雷恩》 (1926年的電影)中扮演伊莎貝爾時，她再次與布雷農合作。同年她製作了“彌次喜多從軍記”和“哈羅德·蒂恩”。在1928年的電影《1928》中，她在《Forgotten Faces 》中扮演了獨具匠心的Alice Deane，與她犧牲的父親Clive Brook相對，其中奧嘉·巴古拉諾娃是她的靈媒母親，而威廉·鮑威爾 則是飾演Froggy，“Forgotten Faces”保存在國家圖書館中。

## 成功過渡到“有聲電影”

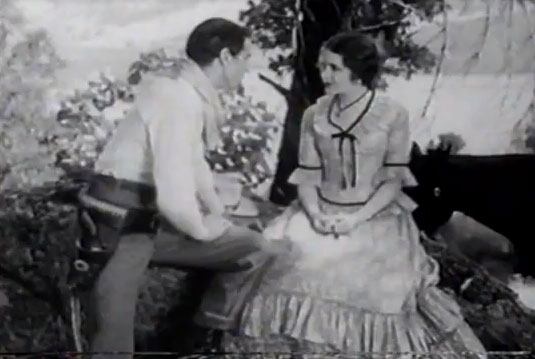
瑪麗·布萊恩和賈利·古柏 在電影 The Virginian (1929)。

她的第一部有聲電影是“Varsity”（1928），這部電影有部分聲音和談話序列，與之相對的是巴迪·羅渣士。在成功過渡到音效之後，她與賈利·古柏、沃爾特·休斯頓和理查德·阿倫連袂主演了最早的一部西部片、The Virginian (1929 電影)，這是她的第一部全音效片。在這部影片中，她扮演了一個充滿活力的邊疆女主角，女學生Molly Stark Wood，她是維吉尼亞人Cooper的摯愛。
布萊恩在20世紀30年代連續主演了幾部熱門影片，其中包括她在喬治·丘克的喜劇《The Royal Family of Broadway》（1930）中扮演的Gwen Cavendish和Ina Claire以及Fredric March，在派拉蒙的全明星電影《派拉蒙巡禮》（1930）中扮演自己，在劉易斯·邁爾斯通的喜劇《犯罪的都市》（1931）中扮演的Peggy Grant和阿道夫·門吉歐以及帕特·奧布萊恩一起出演。

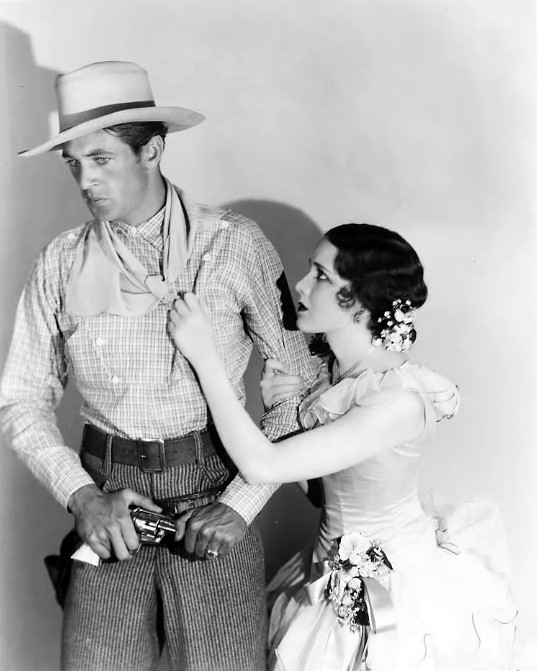
瑪麗·布萊恩和賈利·古柏在電影The Virginian(1929)

1932年，布萊恩與派拉蒙公司的契约終止後，她决定從事自由職業，這在與一家工作室簽訂多年契约的時期是不尋常的。同年，她出現在紐約市的宮廷劇院的歌舞雜耍表演舞臺上。同年，她還主演了《曼哈頓之塔》。
其他電影角色包括《唱歌的影子》（1933年）中的Murial Ross（又名Murial Rossi），她在《大學節奏》（1934年）中的Gloria Van Dayham；《查理·陳在巴黎》（1935年）中的Yvette Lamartine；在《空中飛人》（1935年）中的霍普·沃爾芬格（Hope Wolfinger），W.C.Fields的女兒；在《空中飛人》（1935年）中的薩莉·巴納比（Sally Barnaby）《揮霍無度》（1936年）；和桃莉絲在《海軍藍色》（1937年），其中她收到了最高帳單。

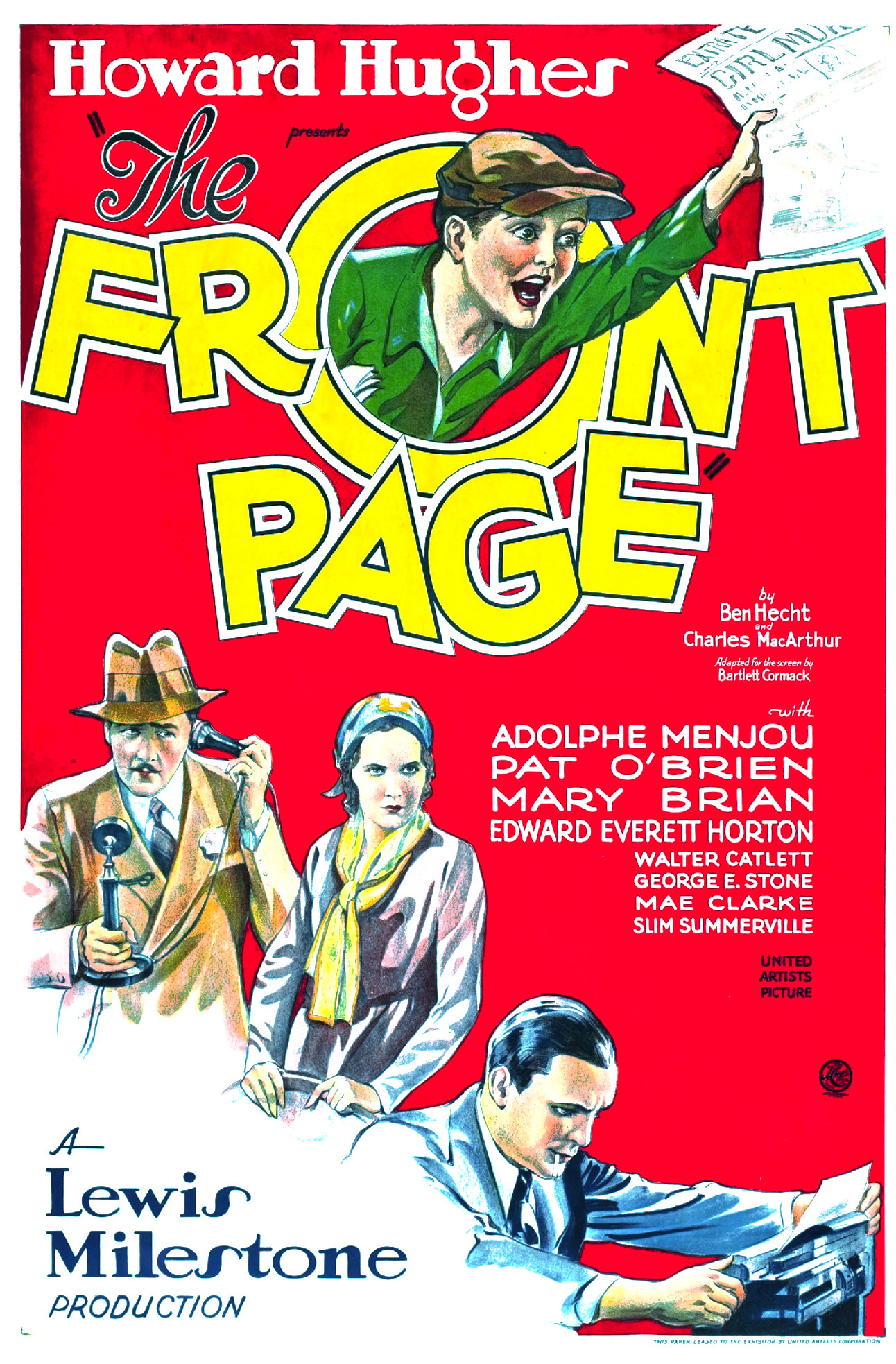
1931年電影《頭條》的海報

1936年，她去了英國，拍了三部電影，包括《歐內斯特·布利斯的奇妙探索》，在這部電影中，她與卡萊·葛倫演對手戲，並在劇中曾與他訂婚。
她在20世紀30年代的最後一部電影是《卡皮·裏克斯的事》，但她也参加了《星海浮沉錄》中Janet Gaynor角色的試鏡，但沒有成功。